# IC 4359
IC 4359 је спирална галаксија у сазвјежђу Кентаур која се налази на листи објеката дубоког неба у Индекс каталогу.
Деклинација објекта је - 45° 16' 12" а ректасцензија 14h 5m 23,3s. Привидна величина (магнитуда) објекта IC 4359 износи 13,1 а фотографска магнитуда 13,8. IC 4359 је још познат и под ознакама ESO 271-15, IRAS 14022-4501, PGC 50248.